# Solny świat

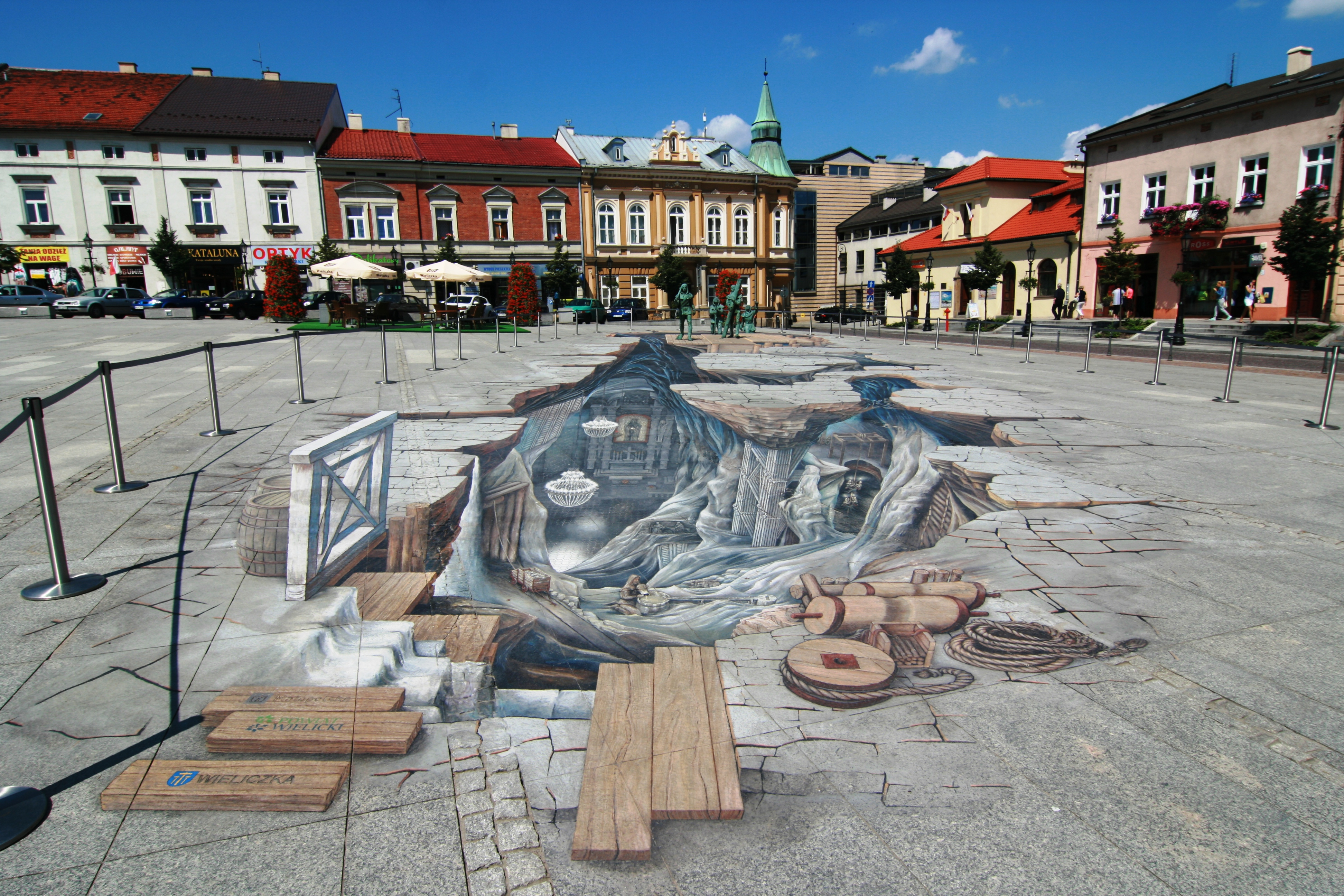

Solny świat – największe w Polsce malowidło 3D i prawdopodobnie drugie co do wielkości na świecie (po Reebok CrossFit: 3D Street Art w Londynie). Obraz jest namalowany na płycie Rynku Górnego w Wieliczce. Przedstawia wnętrze kopalni soli w Wieliczce. Autorem malowidła jest Ryszard Paprocki. Solny świat jest wizją podziemi kopalni soli. Kompozycja przedstawiona na obrazie zawiera charakterystyczne elementy wnętrz wielickich żup solnych – m.in. Kaplicę Świętej Kingi – widzianych w skalnej rozpadlinie. Obraz zajmuje powierzchnię ponad 350 m².